# Богданівка (притока Інгульця)
Богданівка — річка в Україні, у Знам'янському районі Кіровоградської області. Права притока Інгульця (басейн Дніпра).

## Опис
Довжина річки приблизно 6 км. Верхів'я річки пересохло.

## Розташування
Бере початок на північному заході від села Богданівка між станціями Єградівка та Кушнірівка Одеської залізниці. Тече переважно на північний схід через Цибулеве і впадає у річку Інгулець, праву притоку Дніпра.
Біля гирла річки пролягає автошлях Н01